# Modrý Kameň
Modrý Kameň é uma cidade da Eslováquia, situada no distrito de Veľký Krtíš, na região de Banská Bystrica. Tem 19,64 km² de área e sua população em 2018 foi estimada em 1.620 habitantes.

## Demografia
| Ano:        | 1994 | 2004   | 2014    | 2024   |
| ----------- | ---- | ------ | ------- | ------ |
| Broj ljudi: | 1437 | 1459   | 1615    | 1630   |
| Razlika:    |      | +1,53% | +10,69% | +0,92% |

| Ano:               | 2023 | 2024   |
| ------------------ | ---- | ------ |
| Número de pessoas: | 1659 | 1630   |
| Diferença:         |      | -1,74% |